# Johann Jakob Harder

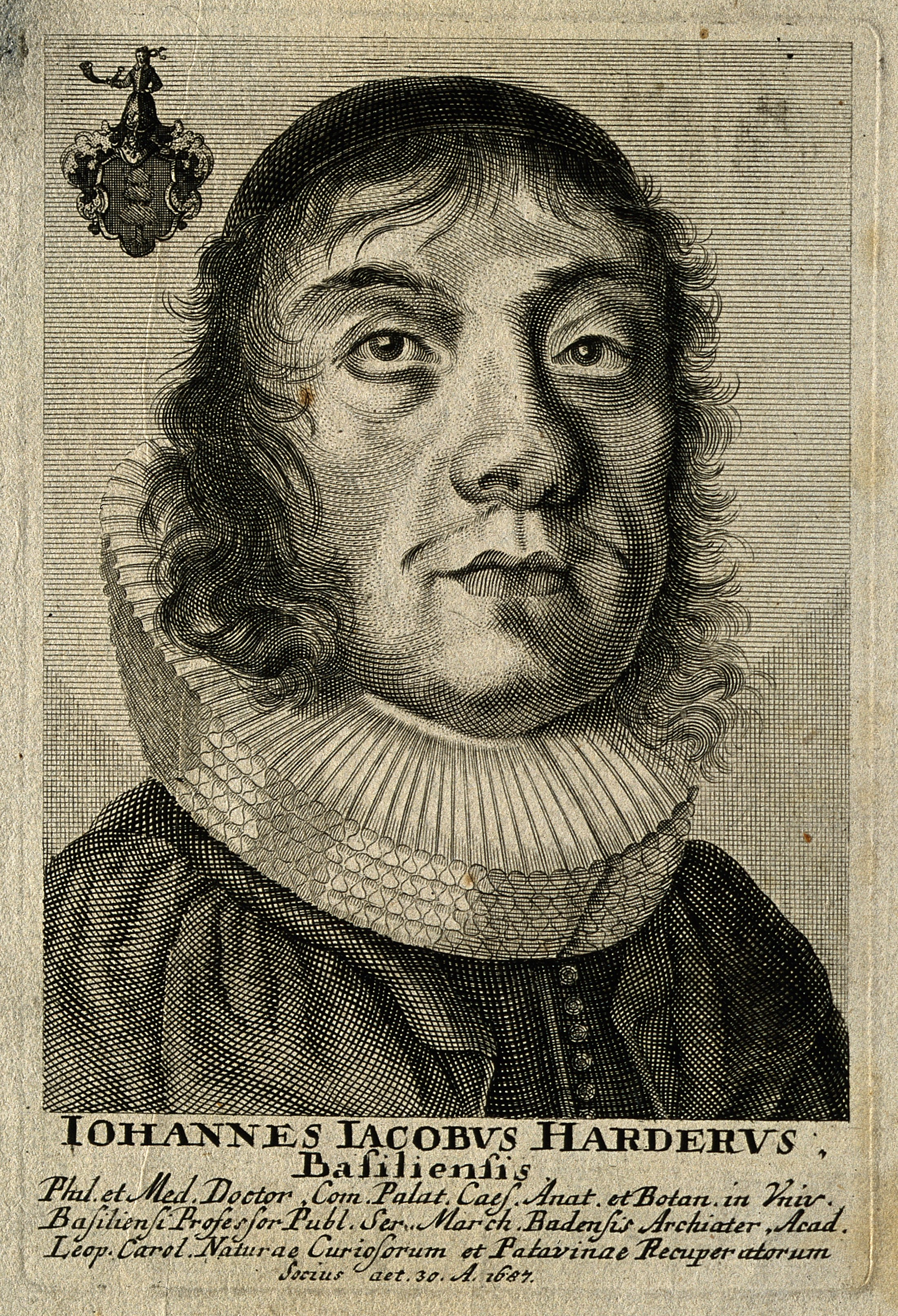
Johann Jakob Harder (Stichgravierung 1687)

Johann Jakob Harder (* 7. September 1656 in Basel; † 28. April 1711 ebenda) war ein Schweizer Mediziner und Naturwissenschaftler.

## Leben
Der Sohn des Basler Stadtschreibers Johann Konrad Harder und dessen Frau Anna Maria, die Tochter des Pfarrers in Lichtenstall Hieronymus Gemusäus, hatte bereits 1668 das Gymnasium seiner Heimatstadt absolviert. Im gleichen Jahr begann er Vorlesungen an der Universität Basel zu besuchen, erhielt dort 1670 die Dichterkrone und wurde 1671 Magister der Philosophie. Danach entschied er sich ein medizinisches Studium zu absolvieren, wobei er die Vorlesungen von Johann Caspar Bauhin und von Johann Heinrich Glaser besuchte. Nach einer Bildungsreise die ihn nach Genf, Lyon und Paris führte, kehrte er 1675 in seine Heimat zurück, wo er sich um die damals vakante Professur der Physik bewarb. Diese Bewerbung war jedoch nicht erfolgreich.
Daher promovierte er in Basel 1675 zum Doktor der Medizin und machte danach praktische Erfahrungen. Nebenher hielt er Vorlesungen an der philosophischen Fakultät, wurde 1678 Professor der Rhetorik und 1686 Professor der Physik. 1685 fand er Zugang zur medizinischen Fakultät der Basler Hochschule, wurde 1687 Professor der Anatomie und Botanik und 1703 Professor der theoretischen Medizin. Er hatte sich auch an den organisatorischen Aufgaben der Basler Hochschule beteiligt. So war er ein Mal Dekan der philosophischen Fakultät und drei Mal in den Jahren 1684, 1695, 1703 Rektor der Alma Mater.
Der Leibarzt verschiedener Potentaten, wurde 1681 in die kaiserliche Akademie Naturae Curiosorum mit Namen Paenis aufgenommen, 1683 wurde er Mitglied der Accademia dei Ricovrati in Padua, wurde durch Kaiser Leopold 1694 als kaiserlicher Hofpfalzgraf in den Adelsstand erhoben und war 1707 zum Geheimen Hofrat ernannt worden. Nach Harder, der sich vorzugsweise mit vergleichender und pathologischer Anatomie beschäftigte, wurde die Harder'sche Drüse benannt, die bei Vierfüßlern und Vögeln im inneren Augenwinkel vorkommt und von ihm angeblich entdeckt wurde.
Harder hatte am 23. Oktober 1679 Barbara Burckard, die Tochter des Beisitzers am Basler Stadtgericht und Salzherr Johann Rudolff Burckhard und dessen Frau Sibylla Hummel, geheiratet. Aus der Ehe entstanden acht Söhne und acht Töchter. Zwei Söhne und fünf Töchter überlebten den Vater.

## Werke
- Examen anatomicum cochleae. 1679. (Digitalisat).
- Prodromus physiologicus. 1679.
- mit J.C. Peyer: Exercitationes anatomicae et medicae. 1682. (Digitalisat).
- Apiarium observationibus medicis et experimentis refertum ... . 1687
- Paeonis et Pythagorae exercitationes anatomicae et medicae familiares bis quinquagita. 1687.